# Elena Armenescu
Elena Armenescu (n. 22 mai 1948) este o poetă română.

## Activitatea literară
1987 si 1989 participa si obtine doua premii la concursul literar “Tudor Arghezi“;
1989 debuteaza in revista Luceafarul cu poemul “Confluente”;
1995 – apare volumul “Ferestrele somnului”, Editura Info-Team;
1996 – apare volumul “Regatul ascuns” editura Albatros - prezentat de Emil Manu si Vasile Andru. Colaboreaza la revistele: Luceafarul, Poesis, Contrapunct, Convorbiri literate, Viata romaneasca - si acorda interviuri la radio, pe teme literare si medicale;
1998 – apare volumul “Exodul uitarii” editura Semne - prezentat de Pan Vizirescu;
1998 – devine membra a Uniunii Scriitorilor din Romania;
Continua sa colaboreze la reviste, radio si televiziune pe teme literare si medicale;
2000 apare volumul  “Dictatura iubirii”,  editura Mirabilis  - prezentat de Dan Stanca;
2002 Apare volumul “Strigat spre lumina”, editura Mirabilis;
2005 Apare volumul “Memoria statuilor”,  editura Tempus - prezentat de Prof. Univ. Ion Rotaru;
2006 Apare poemul “Iubirea Împarateasca” editie bilingva (romana-engleza) cu o prefata de Dan Bodea si postfata de Traian Stanciulescu, Editura Mirabilis;
2006 Participa la concursul de poezie “Una favola per la pace” de la Lugo, Italia organizat sub egida universitatii din Bologna si primeste un atestat de merit;
2011 Apare volumul “Joc tainic“, editura Semne;
2015 Apare volumul “De mână cu Orfeu“, Editura Mirabilis;
2017 Apare volumul “Gânduri de vecernie“ – proză, editura Mirabilis;
2017 Apare volumul “Livada cuvintelor“ - poezii pentru copii, editura Mirabilis;
Multe poeme ori eseuri expediate de autoare sau preluate din pagina personală de web au aparut pe diferite site-uri : https://poeziisiversuri.com/
http://www.romanianvoice.com,    
https://www.poezie.ro , duplicat pe www.agonia.ro  
https://www.resursecrestine.ro
http://www.comorinemuritoare.ro
Volume in pregătire:
-Joc tainic, 
-Miresme albe (hai–ku),
Colaborări in presa literară:
- la revistele: Luceafărul, Poesis, Contrapunct, Viața Românească, Sfârșit de mileniu (actual Milenium), Convorbiri literare .
-la radio: emisiunea Poezie românească
Colaborări on line: 
Colaboreaza la Publicatiile ARP, INTERMUNDUS media on line: 
Revista Epoca http://www.revista-epoca.com Arhivat în 22 decembrie 2008, la Wayback Machine., 
Revista Ecoul http://www.revista-ecoul.com Arhivat în 23 decembrie 2008, la Wayback Machine., 
Revista Monitorul cultural http://www.monitor-cultural.com Arhivat în 7 ianuarie 2009, la Wayback Machine., 
Revista Dacologica http://www.dacologica.ro%5Bnefuncțională%5D http://www.boabe-de-grau.com Arhivat în 22 decembrie 2008, la Wayback Machine..
Lucrări în colaborare
Publicatiile ARP Biblioteca on-line:
Marturisirea de credință literară vol. 2 http://www.universul-cartilor.com Arhivat în 21 decembrie 2008, la Wayback Machine.,   
Cuvinte pentru urmasi.Modele si exemple vol 2  http://www.biblioteca-online.ro (2007), 
Compendiu de literatura pentru elevi  http://www.bibliografiescolara.wordpress.com
Antologia Noul Orfeu.( http://www.noul-orfeu.com)2008